# David Smiley
Pour les articles homonymes, voir Smiley (homonymie).
David Smiley (né David de Crespigny Smiley le 11 avril 1916 et mort le 9 janvier 2009) était un militaire britannique membre du Special Operations Executive, puis du MI6. Colonel honoraire, il a écrit plusieurs ouvrages sur ses expériences comme agent opérationnel pendant la Seconde Guerre mondiale, puis au cours de la guerre froide.

## Biographie
Le colonel David Smiley né en 1916, est le fils d’un officier de cavalerie, le chef d’escadrons Sir John Smiley (1876-1930), 2e Baronet Smiley en 1909.
Son grand-père Hugh Houston Smiley (1874-1909) a été fait Baronet Smiley de Drumalis et Gallowhill (Ulster) le 13 octobre 1903. La famille Smiley, originaire du comté de Lanarkshire, au sud de l’Écosse, est arrivée en Irlande du Nord au XVIIe siècle et s’est installée à Larne, comté d’Antrim, en 1720.
Les ancêtres de sa mère, les Champion de Crespigny, sont des huguenots installés près de Vierville-sur-Mer, en Normandie, qui quittèrent la France du fait des persécutions religieuses qui suivirent la révocation de l'Édit de Nantes en 1685.
À sa sortie de l'Académie royale militaire de Sandhurst (Royal Military College), il est nommé, le 27 août 1936, sous-lieutenant (Cornet) au régiment des Royal Horse Guards (les "Blues") de la cavalerie de la Garde du Roi (Household Division).

### La Seconde Guerre mondiale

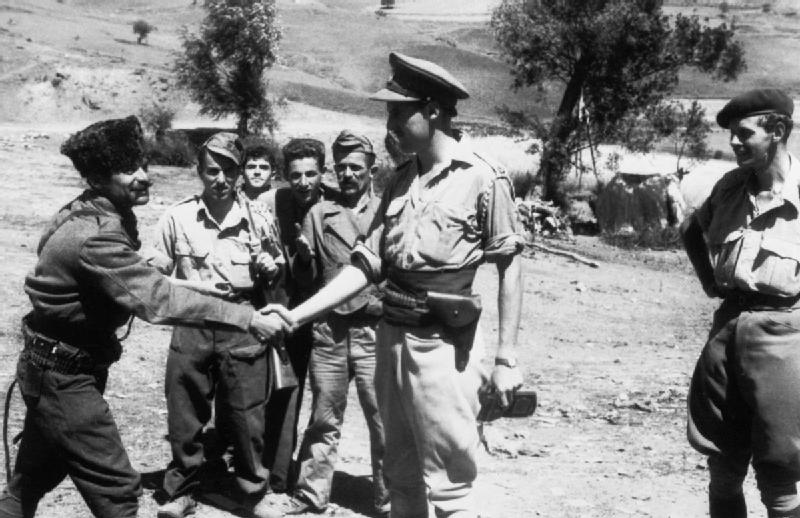
Le Major D.Smiley, SOE en Albanie 1943-1944.

Lieutenant le 27 août 1939, il rejoint la Palestine en 1940 avec le 1er Régiment de cavalerie de la Garde (1st Household Cavalry Regiment). Au début de l'année 1941, capitaine à titre temporaire, il intègre le Commando no 52 du Moyen-Orient (52 Middle East Commando) de la future Layforce et se bat en Abyssinie contre les Italiens.
Après la dissolution de son unité, au printemps 1941, il retrouve le 1er Régiment de cavalerie de la Garde et participe à la guerre anglo-irakienne, à la campagne de Syrie puis à l'invasion anglo-soviétique de l'Iran avec la 1re Brigade de cavalerie du général James J. Kingstone et la Légion arabe de Glubb Pacha. En février 1942, son régiment, intégré à la VIIIe Armée du général Montgomery, combat les Italiens et les Allemands dans le désert de Libye.
Début 1943, il est recruté par le service britannique des opérations spéciales, le Special Operations Executive, suit une formation à l'école d'entrainement spécial du SOE en Palestine et est breveté parachutiste à Kabrit, Égypte, au camp des SAS.
Il est parachuté en Grèce au printemps 1943 puis en Albanie en avril 1944 - chef d’escadron à titre temporaire - en compagnie du lieutenant-colonel Neil McLean et du capitaine Julian Amery, pour encadrer les maquis de résistance à l'occupant italien et allemand (mission Consensus 11). Les "Mousquetaires" du SOE (The Muskeeters) assurent notamment l'instruction militaire de la Première brigade de partisans de Enver Hoxha, qui conduit la reconquête du pays par le Nord en 1944. Il est nommé à son grade  le 27 août 1944.
Affecté par la suite à la Force 136 du SOE avec rang de lieutenant-colonel, il est parachuté en Thaïlande le 29 mai 1945, à la fin de l'occupation japonaise. Il participe à la libération de camps de prisonniers puis avec les Français, lutte contre les maquisards du Việt Minh de Ho Chi Minh, alors aidés par les agents américains de l'Office of Strategic Services du colonel Aaron Bank qui veulent libérer l'Asie de la domination coloniale française, britannique et hollandaise principalement.

### L'après-guerre
Il rentre en Angleterre au début 1946 et suit ensuite les cours de l’École Supérieure de Guerre britannique (Staff College) de Camberley. Diplômé, il est affecté à l'ambassade de Grande-Bretagne à Varsovie comme attaché militaire et agent de la station du MI6 (service de renseignement militaire), mais il est expulsé de Pologne pour espionnage lors des élections de janvier 1947. Nommé chef d’escadron le 27 août 1949, il est détaché auprès du MI6 pour assurer à Malte la formation militaire des agents albanais (les Pixies ou Lutins) devant être infiltrés dans leur pays. Ces opérations de déstabilisation, dit projet Valuable, sont dénoncées aux Soviétiques par la fameuse taupe du KGB, Kim Philby. Il rejoint en 1950 en Allemagne son régiment des Blues comme commandant en second.
Promu lieutenant-colonel le 15 décembre 1951, il est chef de corps des Blues jusqu'en décembre 1954 et commande l’escorte royale lors du couronnement de la reine Élisabeth II, le 2 juin 1953. D’avril 1955 à 1958, il est attaché militaire à Stockholm, en Suède. De 1958 à 1961, il est détaché comme commandant en chef des troupes terrestres du sultan d’Oman et de Mascate et organise la campagne du djebel Akhdar en 1959.
Après ce séjour, il est pressenti, avec le grade de général de brigade, pour le commandement général des trois régiments du Special Air Service, mais il choisit de quitter l’armée en juillet 1961, avec le grade de colonel honoraire.
De 1963 à 1967, il est conseiller militaire de l’imam du Yémenet, à partir de 1964, commande l’ensemble des mercenaires, comprenant des anciens SAS, des Belges et des Français, dont Bob Denard et Roger Faulques, qui se battent avec les forces royalistes contre les troupes d'occupation égyptiennes.
Le colonel Smiley appartient du 28 janvier 1966 au 26 mars 1968 à la Her Majesty's Body Guard of the Honourable Corps of Gentlemen-at-Arms, la Garde rapprochée du souverain britannique.
En 1991 et 1992, il est sollicité par le Parti démocratique albanais de Sali Berisha pour une mission d'audit portant sur une réforme des forces armées albanaises.
David Smiley, décédé le vendredi 9 janvier 2009 à 92 ans, vivait à Londres avec sa femme Moyra, décédée le 4 février 2011 dans sa quatre-vingt onzième année.

## Décorations
- Lieutenant de l’Ordre royal de Victoria (LVO) le 18 mars 1952[18]
- Officier de l'Ordre de l'Empire britannique (OBE) le 7 novembre 1946 pour bravoure et services distingués en Asie du Sud-Est dans le cadre des opérations spéciales[19]
- Croix militaire avec barrette (MC) le 23 mars 1944[20] puis le 16 novembre 1944[21] pour bravoure et services distingués sur le champ de bataille au cours de ses missions en Albanie.
- Le colonel Smiley arbore une palme (oak leaf) sur le ruban car il a reçu une citation (Mentioned in Despatch) le 30 décembre 1941[22] pour services distingués, au Moyen-Orient, entre février et juillet 1941.
- Il a également reçu, en novembre 1945 des mains du général Leclerc, la Croix de guerre 1939-1945 avec palme pour sa collaboration avec les agents français de la Force 136, qui luttaient au Nord-Laos contre les premiers maquis Viêt-minh. Le port de cette décoration lui a été refusé par le ministère des Affaires étrangères, la date de la citation étant postérieure au 2 septembre 1945, date officielle de la fin du deuxième conflit mondial pour les Britanniques.
- Il est aussi Chevalier commandeur de l’Ordre du Glaive (Suède), Grand cordon de l’Ordre de Skanderbeg (Albanie) et titulaire de l’Ordre de la Liberté de première classe (Albanie) ainsi que de la médaille omanaise du djebel Akhdar.

David Smiley est photographié en grand uniforme de Gentilhomme de la Garde rapprochée de la Reine avec toutes ses décorations dans Au cœur de l'action clandestine. Des Commandos au MI6.

## Publications
- (en) Irregular regular, 1994, éditions Michael Russell, 1994, 218 p. (ISBN 978-0-85955-202-8 et 0-85955-202-0)Traduit en français par Thierry Le Breton en 2008 sous le titre Au cœur de l'action clandestine. Des commandos au MI6 (L'Esprit du Livre Editions). Avec cahier de photographies extraites de Albanian Assignment et Arabian Assignment (ISBN 978-2-915960-27-3)
- (en) Arabian Assignment, éditions Cooper, 1975 (réimpr. 1984), écrit en collaboration avec Peter Kemp. Avec cahier de photographies.
- (en) Albanian Assignment, avec une préface de Patrick Leigh Fermor, Editions Chatto & Windus, 1984. Avec cahier de photographies.
- (en) Colonel Dayrell Oakley-Hill, An Englishman in Albania, Londres, The Centre for Albanian Studies - Learning Design Limited, 2002préface par David Smiley.Avec cahier de photographies.
- (en) Ismaïl Kadaré, General of the Dead Army [« Le général de l’armée morte »]préface de la traduction en anglais du roman par David Smiley